# Marne Szanse
Marne Szanse – warszawski zespół rockowy założony w 2008 roku z inicjatywy Piotra Olczyka (wcześniej Voldenberg). W swojej muzyce zespół łączy elementy punk rocka oraz muzyki elektronicznej, sami muzycy określali swój gatunek jako dance-punk. W grudniu 2014 roku Marne Szanse zaprezentowały swój debiutancki album pt. „Killerdisco” wydany przez Czas na Muzykę. W 2019 roku zespół zmienił stylistykę i z okazji dziesięciolecia zespołu przedstawił album „Cofamy do przodu” utrzymany w stylistyce kalifornijskiego punk-rocka. Krążek ukazał się nakładem wytwórni Jimmy Jazz Records. 

## Osiągnięcia
Zespół zagrał ponad 200 koncertów i wystąpił u boku m.in. Pidżama Porno, Strachy na Lachy, Brodka, Muchy, Łąki Łan, Dawid Podsiadło, Komety, Hurt, IRA, Sorry Boys, Zespół Reprezentacyjny, Smolik. Zdobył miano Debiutanta Roku stacji rbl.tv i 4fun.tv, wygraną na przeglądzie Czas Na Ciebie, wygraną na festiwalu MuzzFest oraz drugie miejsce na Przeglądzie Kapel Studenckich w Krakowie. Utwór „Więcej” można było usłyszeć na falach Roxy FM (obecnie Rock Radio) oraz Radio Dla Ciebie. Utwór „Oceany” prezentował Krzysztof „Grabaż” Grabowski podczas swojej audycji „Grabaż wieczorową porą”. Teledysk do piosenki „Cisza” emitowano na kanale rbl.tv. Podczas SevenFest w Węgorzewie zespół zajął pierwsze miejsce w konkursie na najlepszy cover Republiki wykonując utwór „Mamona”. Dorobek artystyczny do grudnia 2014 roku to dwa single („Cisza/Więcej/Oceany” i „Hadrony”) oraz dwie EP-ki: „Kiedyś Było Lepiej” oraz „Już Nigdy Więcej”. W sierpniu 2014 roku zespół zarejestrował w studiu „Czas na Muzykę” materiał na swój debiutancki album pt. Killerdisco. Realizatorem nagrań był Mirosław Gil, muzyk zespołów Collage i Believe. Premiera płyty odbyła się 6 grudnia 2014 roku. Tego samego dnia zespół zagrał koncert promocyjny w klubie Hybrydy. W 2015 roku grupa zaprezentowała nową EP-kę pt. Dziś Na Ulicach. 31 sierpnia 2017 roku, po kampanii teaserowej w serwisach Facebook, YouTube i Instagram, grupa zaprezentowała drugi album długogrający pt. Cztery Akordy. Krążek promowany był przez wideoklip do utworu tytułowego. W 2018 roku zespół wszedł do studia Heinrich House Studio, by wraz z realizatorem Filipem "Heinrichem" Hałuchą zarejestrować materiał na trzeci album pt. Cofamy do przodu. Grupa zrezygnowała z elektronicznych brzmień i zaprezentowała krążek w całości wypełniony muzyką zainspirowaną dokonaniami takich zespołów, jak Rancid, The Offspring i Green Day. W nagraniach wzięli również udział Maciej Uba oraz Jan Krawczyński, którzy wzbogacili swoimi głosami chórki w piosenkach (Maciej również wystąpił w roli konferansjera). Z uwagi na punkową otoczkę album wydany został przez kultową szczecińską wytwórnię Jimmy Jazz Records. Cofamy do przodu promowane jest przez singiel "Plaże Santa Monica" oraz wideoklipy do piosenek "Plaże Santa Monica" oraz "Zbombardować je*ane Mazowsze" (wersja utworu "Antennas" zespołu Rancid z polskim tekstem). Album swą premierę miał 24 września 2019 roku i był promowany m.in. podczas koncertów wraz z Armią 16 listopada w warszawskim Remoncie oraz 7 grudnia z Pidżamą Porno w Palladium podczas 32. urodzin zespołu. Na koncercie w Palladium z zespołem wystąpił Maciej Uba w roli wokalisty wspomagającego oraz Łukasz Paziewski na basie w zastępstwie za Jerrego, który z prywatnych powodów nie mógł wystąpić tego dnia.

## Obecny skład
- Piotr Olczyk – śpiew, gitara, chórki (2008–obecnie)
- Jarek „Jerry” Łojko – bas, chórki (2008–obecnie)
- Tomasz Orzechowski – perkusja, chórki (2016–obecnie)

## Byli członkowie
- Maciej Wróblewski – perkusja, chórki (2008–2016)
- Piotr Gniazdowski – syntezator
- Łukasz 'Luke' Paziewski – bas (gościnnie live, 2019)
- Maciej Uba – chórki (gościnnie live, 2019)

## Dyskografia
- Cofamy do przodu[12] (2019, wydawca: Jimmy Jazz Records, produkcja: Filip „Heinrich” Hałucha)
- Cztery Akordy[7] (2017, LP)
- Dziś Na Ulicach[6] (2015, EP)
- Killerdisco[5] (2014, LP)
- Cisza/Więcej/Oceany[13] (2011, SP, produkcja Filip „Heinrich” Hałucha)